# Оман на Светском првенству у атлетици на отвореном 2015.
Оман је учествовао на Светском првенству у атлетици на отвореном 2015. одржаном у Пекингу од 12. до 30. августа дванасети пут. Репрезентацију Омана представљао је један такмичар који се такмичио у трци на 100 метара..
На овом првенству Оман није освојио ниједну медаљу, а његов представник је истрчао своје најбоље време у сезони.

## Резултати

### Мушкарци
| Атлетичар        | Дисциплина | Лични рекорд | Предтакмичење | Предтакмичење | Квалификације | Квалификације | Полуфинале           | Полуфинале           | Финале               | Финале       | Детаљи |
| Атлетичар        | Дисциплина | Лични рекорд | Резултат      | Место         | Резултат      | Место         | Резултат             | Место                | Резултат             | Место        | Детаљи |
| ---------------- | ---------- | ------------ | ------------- | ------------- | ------------- | ------------- | -------------------- | -------------------- | -------------------- | ------------ | ------ |
| Баракат Ал-Харти | 100 м      | 10,17 НР     | 10,31         | 1. гр. 2.     | 10,24 ЛРС     | 5. гр. 4      | Није се квалификовао | Није се квалификовао | Није се квалификовао | 32 / 68 (71) | ,      |